# رهبة (فلم)
رهبة أو رهبة: مصنع الكراسي هو فيلمٌ مصريٌ أُنتج عام 2023.

## قصة الفيلم
سيد رهبة (أحمد الفيشاوي) يسيطر على منطقة في حارة شعبية، وأهلها يهابونه. لكنه حياته تتغير تماماً بعد تعرضه لحادث سير.